# Uladzimir Uladzimiravics Makej
Uladzimir Uladzimiravics Makej (belaruszul: Уладзі́мір Уладзі́міравіч Маке́й; Nyekrasevics, 1958. augusztus 5. – Minszk, 2022. november 26.) belarusz politikus, 2012-től haláláig Fehéroroszország külügyminisztere volt.

## Életrajz
Uladzimir Makej a Belarusz SZSZK Hrodnai területének Karelicsi járásában fekvő Nyekrasevicsi faluban született. A minszki Állami Idegennyelvi Pedagógiai Intézetben szerzett diplomát 1980-ban. A Szovjetunió fegyveres erőiben, majd a Szovjetunió felbomlása után a fehérorosz fegyveres erőknél szolgált. Ezredesként vonult nyugállományba 1993-ban, ugyanabban az évben diplomát szerzett az Osztrák Diplomáciai Akadémián. Ekkor helyezkedett el a külügyminisztériumban, több osztály titkáraként dolgozott (tájékoztatás és humanitárius együttműködés, elemzés és előrejelzés, Miniszteri Hivatal, Állami Protokollszolgálat). 1996–1999 között a franciaországi belarusz nagykövetségen dolgozott tanácsadóként, ezzel párhuzamosan képviselte Belaruszt az Európa Tanácsban. 2000–2008 között Aljakszandr Lukasenka belarusz elnök asszisztense, 2008–2012 között pedig az elnök kabinetfőnöke volt. 2012. augusztus 20-ától haláláig külügyminiszter volt.
A 2020-as belarusz tüntetések idején Makej a külügyminisztériumban tartott ülésen azt mondta, hogy aki nem ért egyet az állami politikával, távozzon a minisztériumból. A munkatársaknak megtiltotta, hogy részt vegyenek a tüntetéseken. Két alkalmazottat, akik üres papírlapokat feltartva vettek részt a tiltakozásokon, egy héten belül elbocsátottak (egyikük azt mondta az újságíróknak, hogy „kötelességei durva megszegése” miatt rúgták ki).
2021 februárjában Makej azzal vádolt diplomatákat, hogy zavargásokra szólítottak fel és „államellenes” információkat posztoltak a közösségi médiában.
Mikalaj Halezin, a Belarusz Szabad Színház igazgatója azzal vádolta Makejt, hogy pusztán a színigazgató Lukasenka-ellenes nézetei miatt igyekezett ellehetetleníteni a színházát.
Pavel Latuska volt franciaországi és lengyelországi belarusz nagykövet azt állította, hogy Makej európai és amerikai diplomaták előtt oroszellenes nézeteket hangoztatott, de a 2020-as választások után e tekintetben fordulatot vett.
Makej anyanyelvén kívül oroszul, németül és angolul beszélt.

## Fordítás
Ez a szócikk részben vagy egészben  a   Vladimir Makei című angol Wikipédia-szócikk ezen változatának fordításán alapul.  Az eredeti cikk szerkesztőit annak laptörténete sorolja fel. Ez a jelzés csupán a megfogalmazás eredetét és a szerzői jogokat jelzi, nem szolgál a cikkben szereplő információk forrásmegjelöléseként.